# Clop (fan art erótico)

Un ejemplo de un personaje inspirado en My Little Pony creado por un fan en una pose sexualmente sugerente.

El término clop hace referencia al fan art erótico o pornográfico, fan fiction, fan films, fan games y otras obras fan basadas en My Little Pony: La magia de la amistad, My Little Pony: Equestria Girls y generaciones posteriores de la franquicia My Little Pony.
El término clop, derivado de "hoofbeat", también significa "masturbación" en este contexto. El contenido Clop surgió en la web alrededor de 2010. Un estudio sugiere que alrededor del 19% de los bronies (fans de My Little Pony ) han participado en el "clopping". Los críticos que lo consideran un aspecto problemático del fandom temen que pueda dañar la reputación de la comunidad de fans de My Little Pony en su conjunto.

## Etimología
Clop es a la vez una onomatopeya y un juego de palabras con la palabra del argot fap, que en sí misma también es una onomatopeya. Clop también se utiliza como verbo y significa “masturbarse”. Los términos relacionados incluyen clop-fic para ficción erótica y slash centrada en personajes de My Little Pony, y clopper para una persona que disfruta de este tipo de material.

## Historia
Se considera que Clop es un subconjunto del fandom brony, el fandom furry o ambos. En comparación con otros tipos de fan art, el clop presenta ships homosexuales de manera más prominente. El tema ha recibido atención académica. El clopping (masturbarse con clop) está mal visto por algunos fanáticos de My Little Pony. Sin embargo, en 2015, The Guardian informó que la comunidad brony de 4chan veía el no practicar el clopping como una forma de herejía y veía tener sexo con una persona real como algo negativo.
En 2013, el sitio web de alojamiento rule34.paheal.net albergó 53.731 imágenes sexualmente explícitas etiquetadas como My Little Pony ; 49.419 de ellas presentaban personajes de La magia de la amistad. A fecha de junio de 2017 había más de 95.401 imágenes sexualmente explícitas en rule34.paheal.net. En el foro de imágenes e621, había más de 147.037 imágenes etiquetadas como "My Little Pony". A fecha de julio de 2015, el personaje más popular en clop en Pornhub era Rainbow Dash, seguida de Rarity y Pinkie Pie.
Un ejemplo de clop es el juego de aventuras point-and-click de Adobe Flash Banned from Equestria (Daily) de Pokehidden. En los últimos años, el uso de tecnología e inteligencia artificial en el clop se ha vuelto popular, como el uso de 15.ai para la actuación de voz con IA (por ejemplo, en la serie de videos musicales explícitos Pony Zone) y generadores de arte con IA como PurpleSmart.ai.

## Demografía y geografía
Según estudios internos realizados por el fandom de los brony, el 19,05% de los bronies han participado en clopping, pero se supone que el porcentaje es en realidad mayor. Una encuesta de Pornhub de 2015 reveló que la mayoría de los usuarios de clop eran millennials de entre 18 y 24 años, y los hombres tenían un 37 % más de probabilidades de buscar clop que las mujeres.
En Pornhub, clop fue visto más en Europa del Este, siendo Bielorrusia, Rusia, Ucrania y la República Checa los cuatro principales consumidores en la fecha de la encuesta. Puerto Rico quedó en quinto lugar.

## Clopfics
Un clopfic es un fanfiction clop. En FimFiction.net, el repositorio central de fanfictions de My Little Pony, las historias eróticas se gestionan a través de un sistema integral de clasificación de contenido: el contenido sexual explícito se etiqueta con la etiqueta "sexo". El grupo Clopfics en FimFiction.net es la comunidad más grande del sitio. El sitio también alberga varios subgéneros eróticos especializados, como Futaquestria, que presenta historias de personajes futanari; personajes femeninos que poseen genitales masculinos (a menudo a través de medios mágicos).
La gama de contenido erótico en estas historias varía ampliamente, desde encuentros románticos suaves hasta material explícito que presenta BDSM, escenarios no consensuados y varios fetiches. A pesar de esta diversidad, las discusiones dentro de la comunidad Clopfics generalmente mantienen un tono respetuoso con un uso mínimo del lenguaje vulgar típicamente asociado con la pornografía hardcore.

## Recepción
Gianna Decarlo, periodista de The Baltimore Sun, condenó el clop como uno de los problemas de fandom de My Little Pony, calificando este arte erótico de "fuerza imparable de desviación sexual" de la que "ni siquiera una simple búsqueda en Google está a salvo". EJ Dickson, de The Daily Dot, escribió que los entusiastas del clop eran "la oveja negra de la comunidad" de bronies, la mayoría de los cuales temen que los cloppers desprestigien a todo el fandom.

En una discusión sobre clop en Equestria Forums, un foro en línea de bronys, los usuarios argumentaron que los cloppers no se sienten atraídos por los caballos de la vida real sino por los "ponis humanizados", enfatizando que los personajes son percibidos como seres inteligentes con cualidades humanas en lugar de animales. Un usuario señaló:
Sentirse atraído por Rainbow Dash es muy diferente a sentirse atraído por un maldito caballo. Estoy seguro de que muy poca gente ve porno de MLP y piensa: "Dios mío, Dios mío, Dios mío, Dios mío, quiero meter mi pene dentro de un caballo". Es más bien: "Dios mío, Dashie, eres tan jodidamente sexy que estoy dispuesto a pasar por alto el hecho de que eres un caballo".
Otro usuario de la misma discusión apoyó esta perspectiva, señalando que personajes como Rainbow Dash "son percibidos como personas a nivel mental" y poseen características humanizadas que los diferencian de los animales reales.